# Il soldato (poesia)

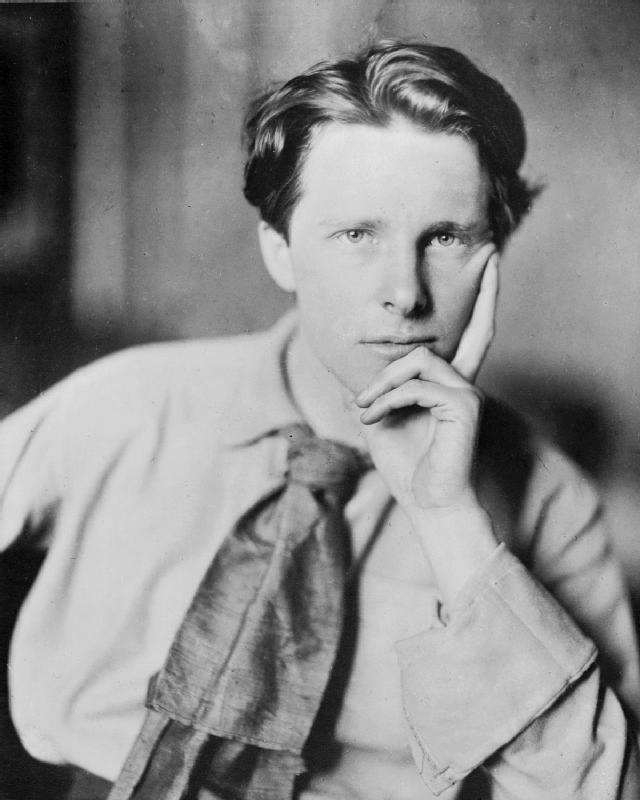
Ritratto di Rupert Brooke (1887 - 1915), autore della poesia.

Il soldato (The Soldier) è una poesia scritta da Rupert Brooke nel 1914, durante la prima guerra mondiale, e pubblicata postuma nel 1915. L'opera è l'ultima di cinque sonetti della raccolta 1914 and Other Poems ed è conservata nel King's College di Cambridge. Viene spesso contrapposta alla poesia di Wilfred Owen Dulce et decorum est.

## Il testo
That there's some corner of a foreign field
That is for ever England. There shall be
In that rich earth a richer dust concealed;
A dust whom England bore, shaped, made aware,
Gave, once, her flowers to love, her ways to roam,
A body of England's, breathing English air,
Washed by the rivers, blest by suns of home.
And think, this heart, all evil shed away,
A pulse in the eternal mind, no less
Gives somewhere back the thoughts by England given;
Her sights and sounds; dreams happy as her day;
And laughter, learnt of friends; and gentleness,
In hearts at peace, under an English heaven.»
che sarà per sempre l’Inghilterra. Ci sarà 
In quella ricca terra straniera una polvere nascosta
ancora più ricca; 
Una polvere che l'Inghilterra generò, che ha plasmato e reso consapevole.
Che diede, una volta, i fiori da amare, le sue vie da percorrere, 
Un corpo inglese, respirante aria inglese,
Lavato dai fiumi, benedetto dal sole di casa. 
E pensa che questo cuore, liberatosi dal male, Una pulsazione in uno spirito eterno, nondimeno, Da qualche luogo restituisce i pensieri dall'Inghilterra
ricevuti; 
I suoi panorami e i suoni; i sogni felici come il suo giorno; 
E la risata, imparata da amici; e la gentilezza,
In cuori in pace, sotto un cielo inglese»

## Struttura
L'opera si compone di quattordici versi nella forma del sonetto petrarchesco. Il testo è diviso in un'ottava shakespeariana (ABAB CDCD) e una sestina petrarchesca (EFG EFG). La poesia racchiude le memorie di un soldato britannico che, con amor di patria, proclama che il suo sacrificio renderà il luogo della sua sepoltura, in eterno, un piccolo lembo di terra inglese.